# Alex Scholte
Alex Scholte is een Nederlands voetbaltrainer. Scholte was van 2015 tot 2017 en van 2023 tot 2024 hoofdtrainer van ADO Den Haag Vrouwen. Sinds 2024 is Scholte assistent-trainer van SV Den Hoorn.

## Carrière

### Trainer
Scholte werd in 2015 aangesteld als hoofdtrainer van ADO Den Haag. Deze functie vervulde hij samen met Marcel Valk. Met de ploeg wist Scholte in het seizoen 2015/16 de KNVB Beker te winnen. In het seizoen 2016/17 werd Arend Regeer de nieuwe trainer van ADO Den Haag, waarna Scholte technisch manager werd van de Hagenezen. Door gezondheidsredenen moest Scholte in 2019 een stapje terugdoen, maar in 2021 keerde hij terug als trainer van ADO Den Haag M016. Deze functie vervulde hij samen met de twintigjarige Lisa Guyt, die door blessureleed haar profcarrière moest laten schieten.
In december 2022 besloot Sjaak Polak, de hoofdtrainer van ADO Den Haag, na het seizoen 2022/23 te vertrekken als hoofdtrainer van ADO Den Haag vrouwen. Scholte werd samen met Stephan Vos aangesteld als het nieuwe trainersduo van ADO Den Haag. Scholte en Vos wisten met ADO Den Haag de vijfde plaats te behalen, wat net niet voldoende was voor deelname aan de Eredivisie Cup 2023/24. Scholte besloot na afloop van het seizoen 2023/24 te stoppen als trainer van ADO Den Haag doordat hij zijn werkzaamheden niet kon combineren met die van een andere werkgever. Na zijn vertrek bij ADO Den Haag werd hij assistent-trainer bij SV Den Hoorn.